# SpaceX CRS-17
SpaceX CRS-17 (также известный как SpX-17) — семнадцатый полёт автоматического грузового корабля Dragon компании SpaceX в программе снабжения Международной космической станции по контракту Commercial Resupply Services (CRS) с НАСА.
Повторный полёт корабля, который ранее использовался в рамках миссии SpaceX CRS-12.

## Запуск
Попытка запуска 3 мая 2019 года была прервана из-за технических проблем с электропитанием на посадочной платформе и утечкой гелия в наземном оборудовании стартового комплекса.
Запуск корабля ракетой-носителем Falcon 9 со стартового комплекса SLC-40 на мысе Канаверал состоялся 4 мая 2019 года в 06:48 UTC.

## Сближение и стыковка
Сближение производилось по двухсуточной схеме. 6 мая в 11:01 UTC бортинженер МКС-59 и астронавт Канадского космического агентства Давид Сен-Жак при поддержке астронавтов НАСА Ника Хейга и Кристины Кук произвёл захват грузовика механическим манипулятором Канадарм2. Стыковка была произведена к активному узлу Единого механизма пристыковки, расположенного на надире модуля Гармония.

## Полезная нагрузка
Dragon доставил на МКС 2482 кг полезного груза.
В герметичном отсеке доставлено 1517 кг (с учётом упаковки), в том числе:
- Провизия и вещи для экипажа — 338 кг
- Материалы для научных исследований — 726 кг
- Оборудование для выхода в открытый космос — 10 кг
- Оборудование и детали станции — 357 кг
- Компьютеры и комплектующие — 75 кг
- Российский груз — 11 кг

Так же на борту на станцию были доставленные живые мыши и этим же кораблём возвращены на Землю. Во время пребывания на станции в рамках эксперимента JAXA 6 мышей находились в условиях лунной гравитации (впервые в мире).
В негерметичном контейнере на МКС доставлен груз общей массой 965 кг:
- OCO-3 (Orbiting Carbon Observatory-3) — инструмент для глобального измерения уровня концентрации углекислого газа в атмосфере и изменения этого уровня на протяжении дня; будет размещён снаружи МКС, на внешней экспериментальной платформе японского модуля Кибо.
- STP-H6 (Space Test Program-Houston 6) — демонстрация технологии коммуникации с помощью модулированных рентгеновских лучей.

## Отстыковка и возвращение
Отстыковка корабля от манипулятора Canadarm2 совершена около 16:09 UTC 3 июня 2019. Приводнение состоялось около 21:55 UTC в Тихом океане в 325 км от побережья Калифорнии.

## Фотогалерея

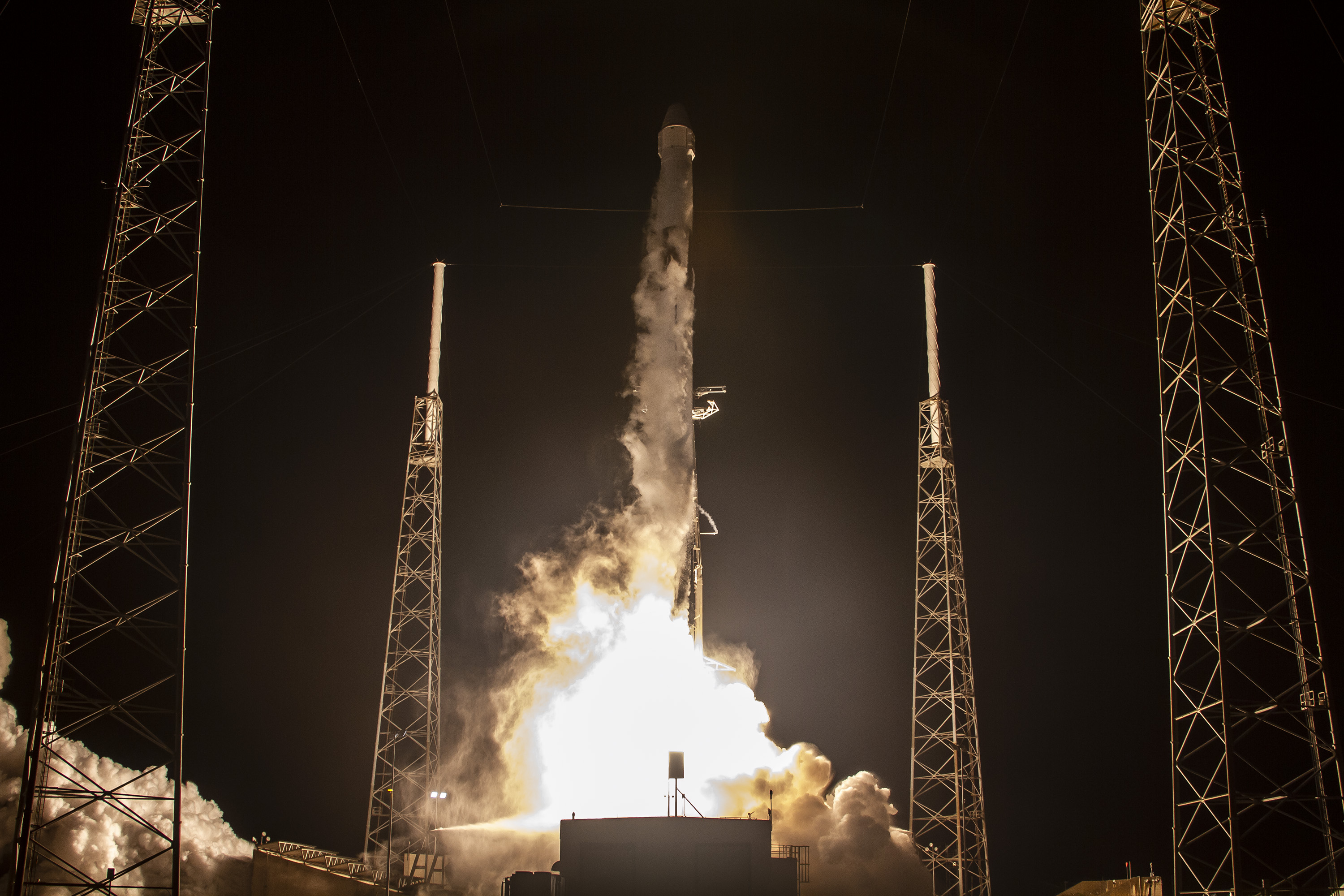
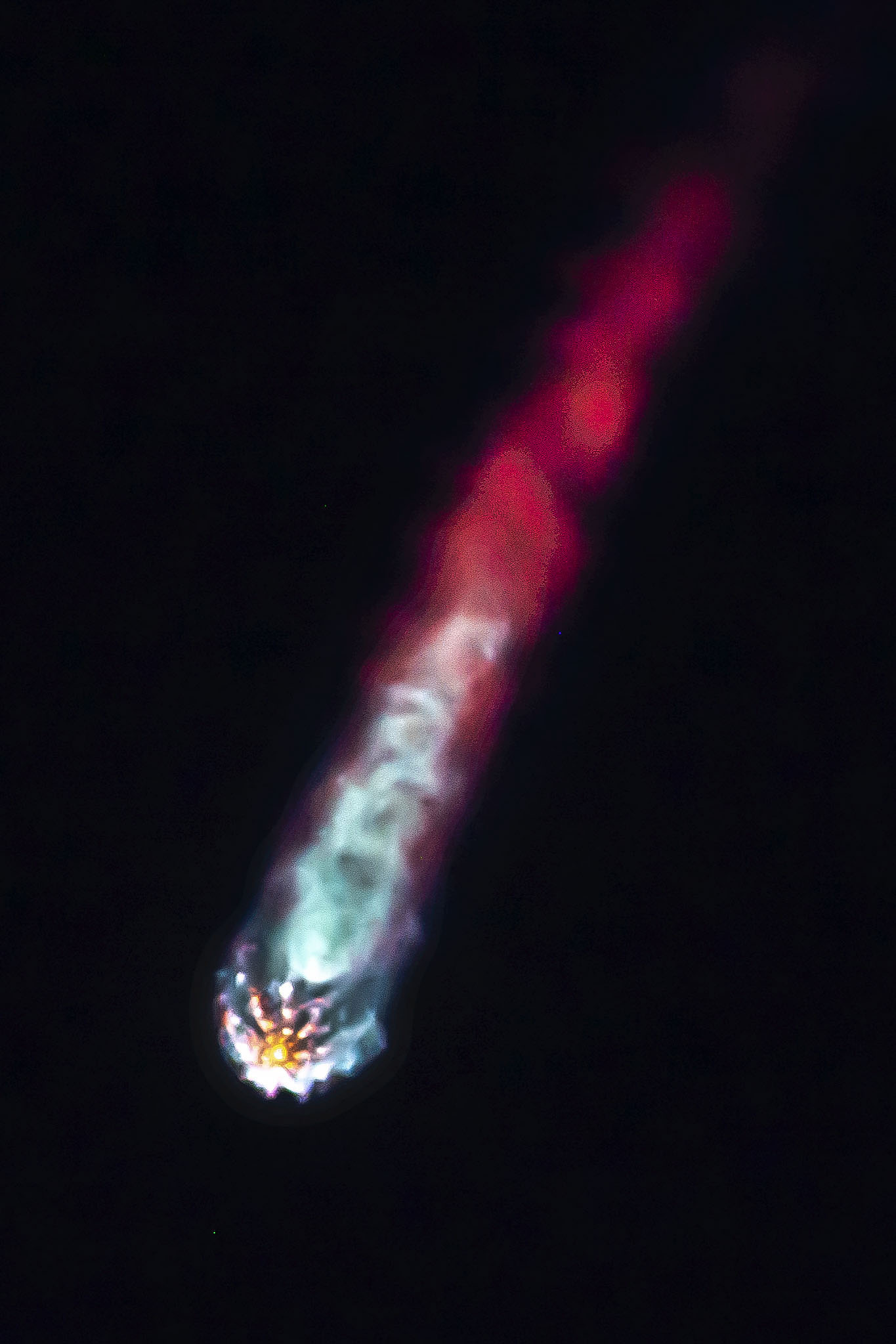
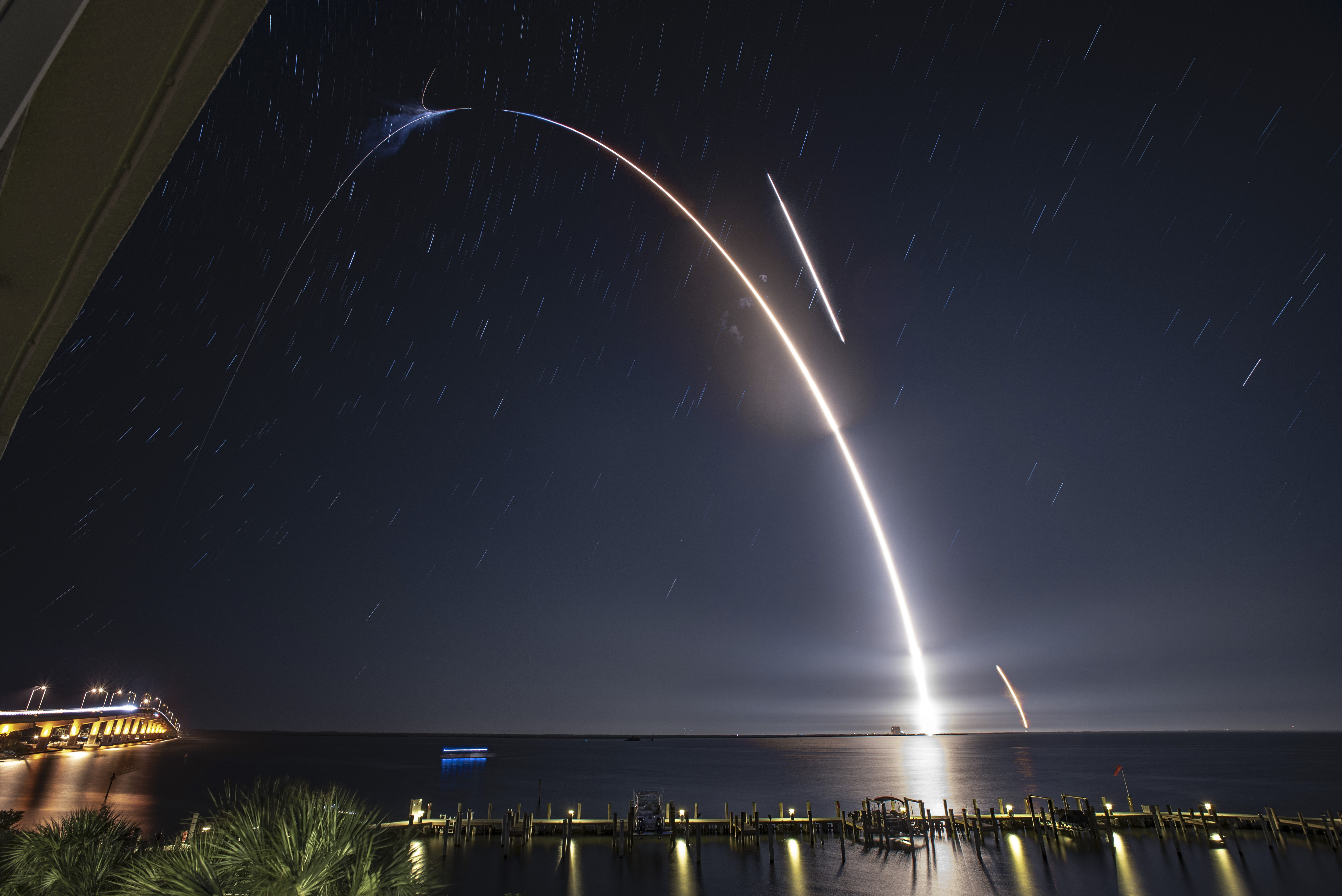

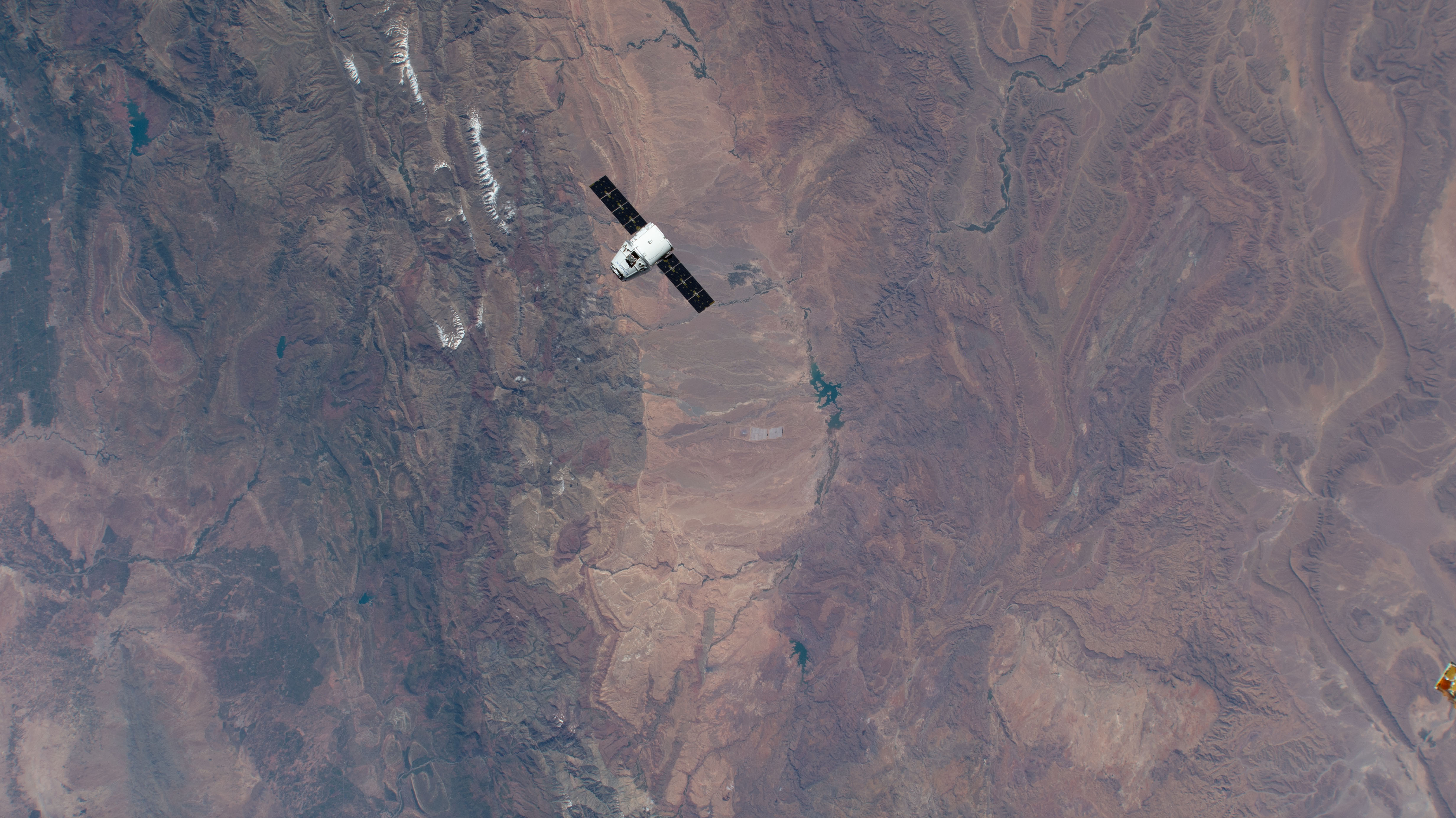
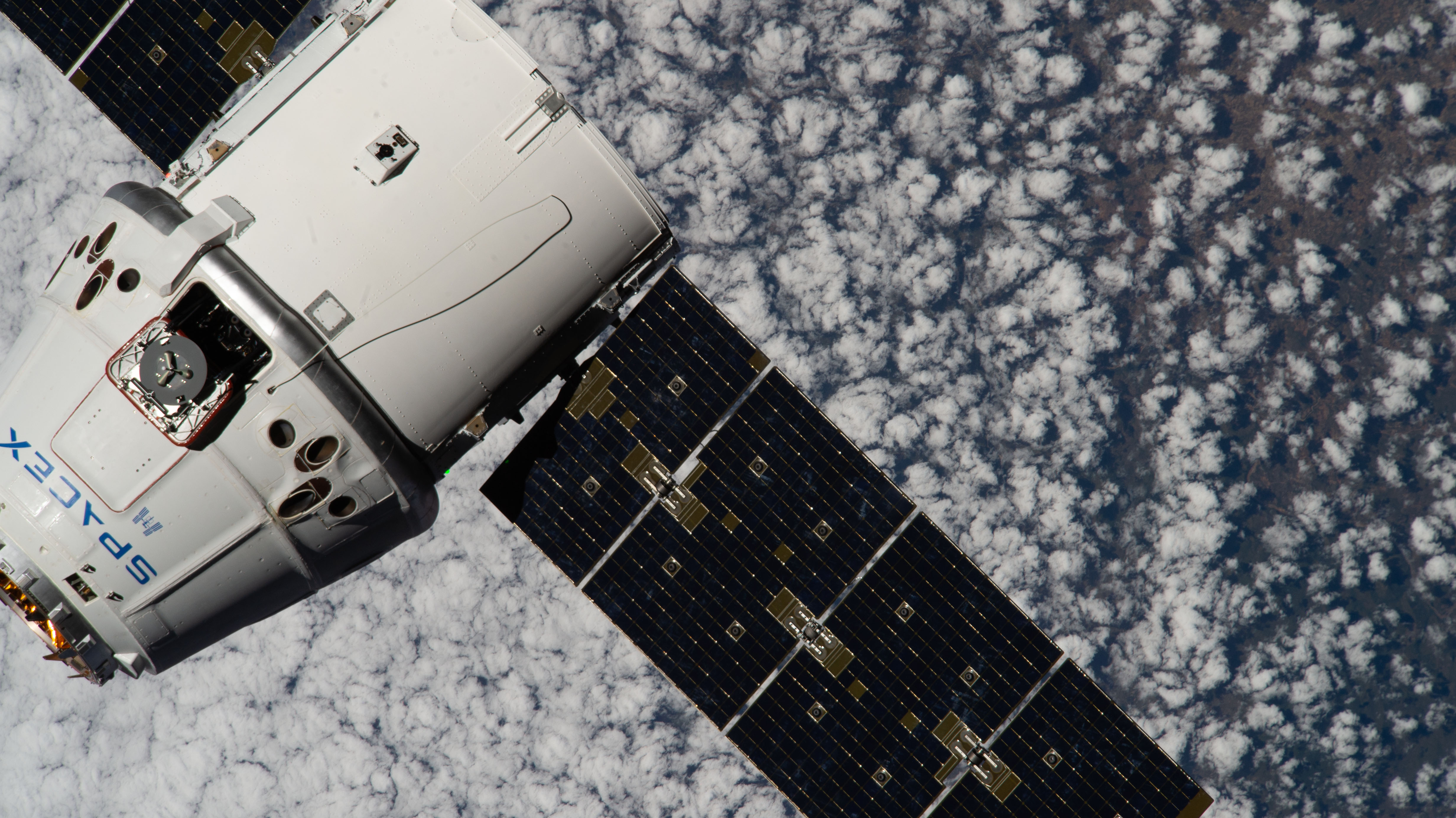
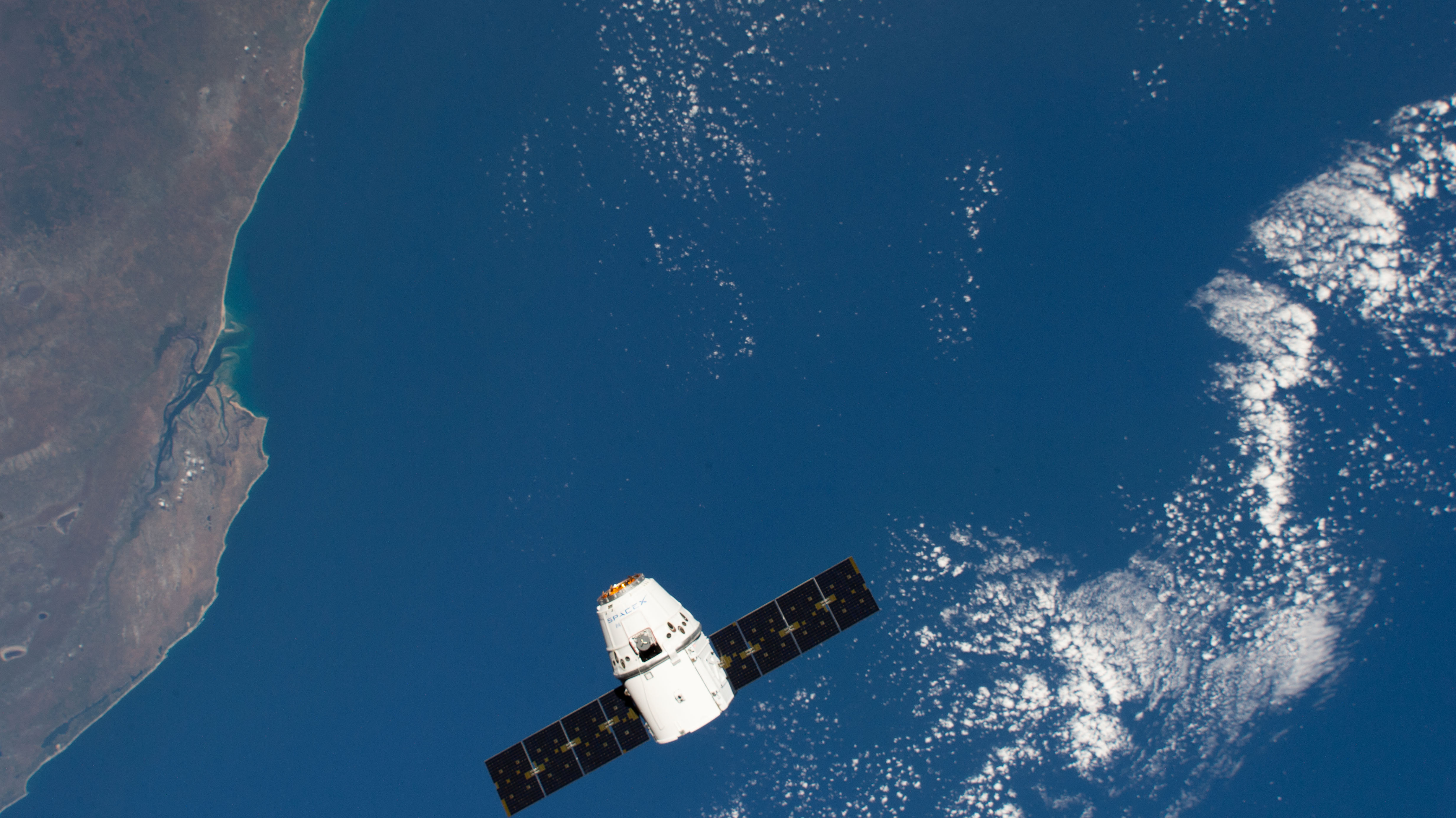

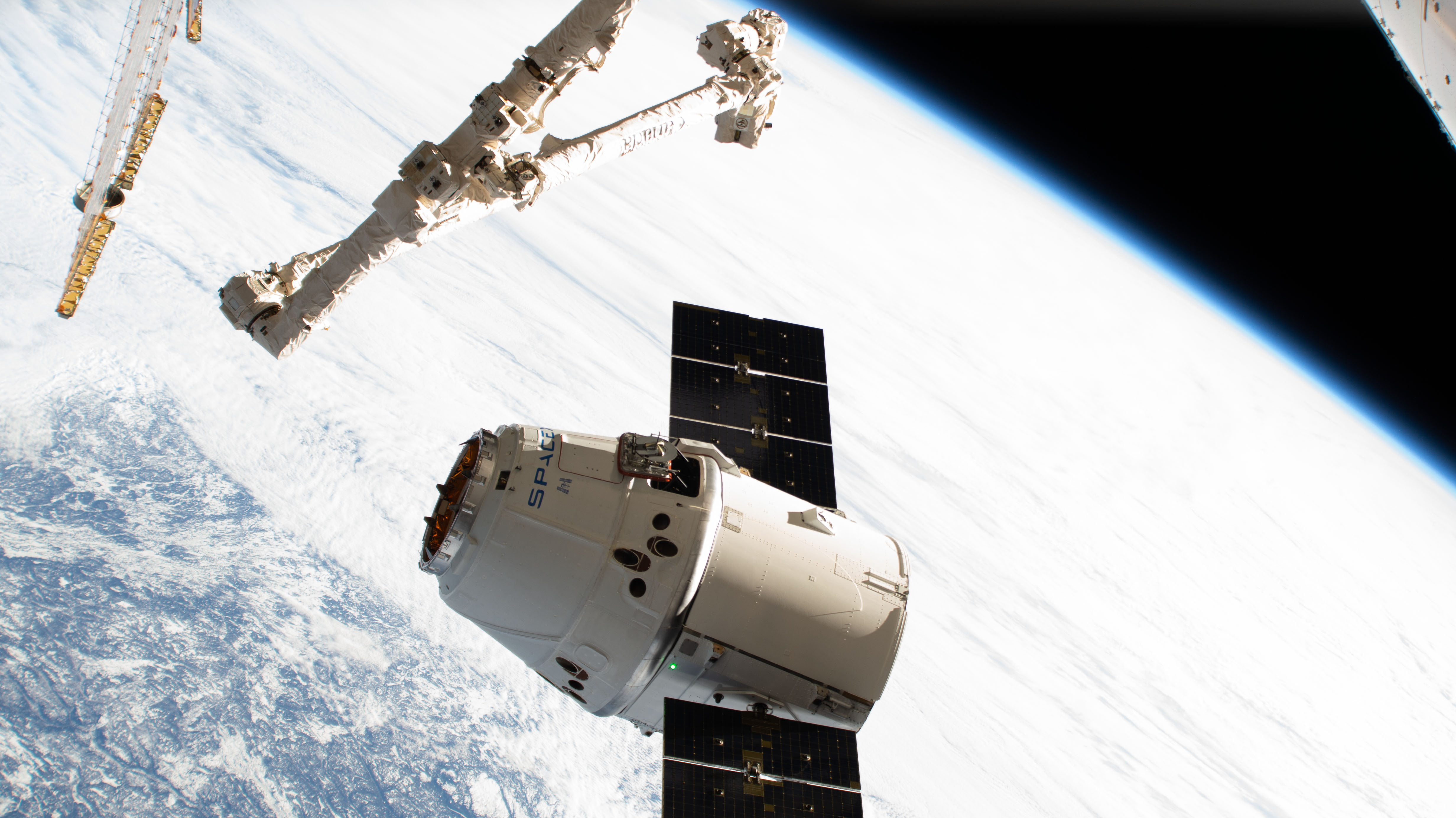
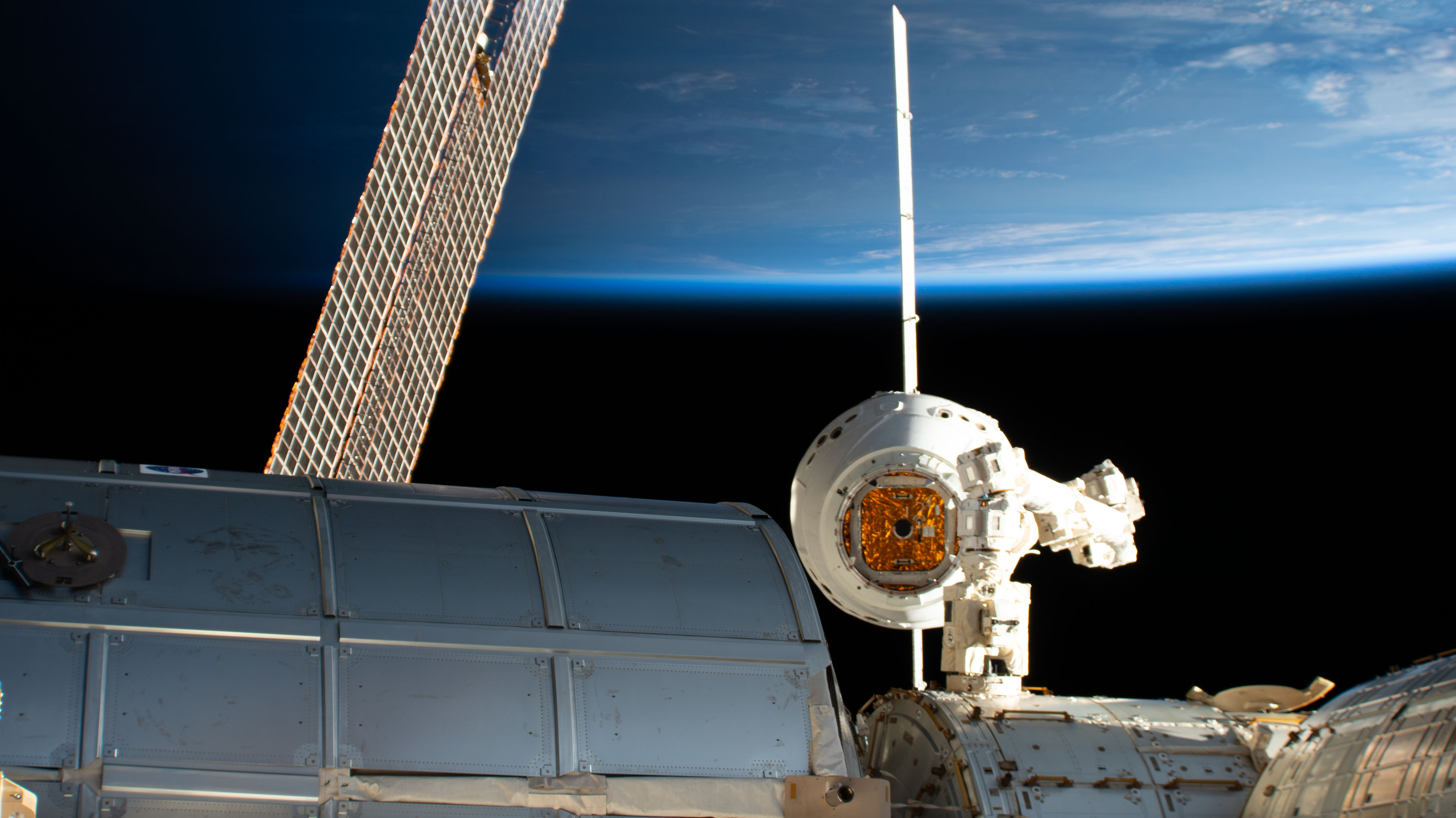
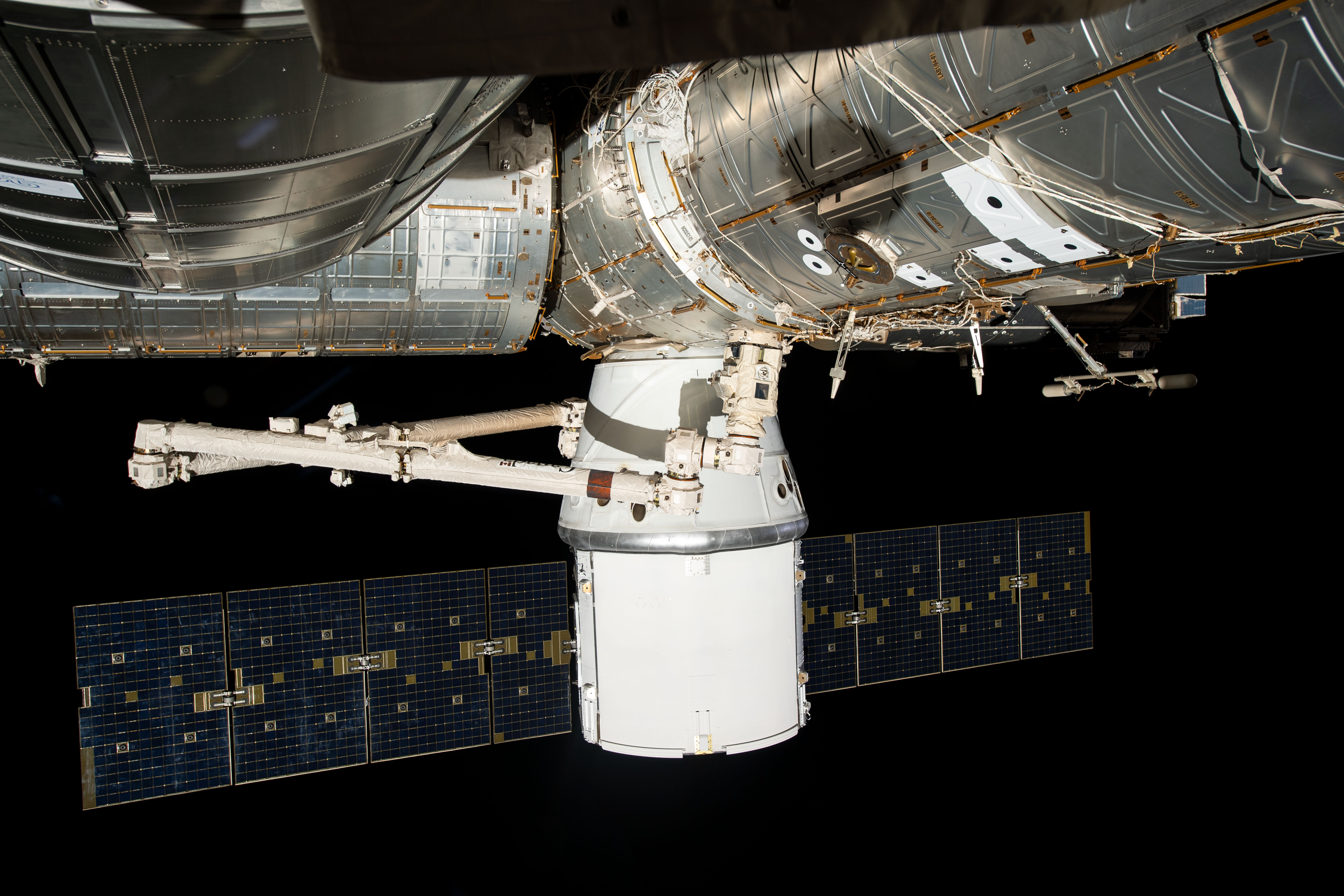